# موریتز لنده
موریتز لنده (انگلیسی: Moritz Landé؛ ۲ مارس ۱۸۲۹ – ۲۳ ژوئن ۱۸۸۸) معمار اهل امپراتوری آلمان بود.